# Tuan Jing-jing
Tuan Jing-jing, čínsky pchin-jinem Duàn Yíngyíng, znaky tradiční 段莹莹, (* 3. července 1989 Tchien-ťin) je čínská profesionální tenistka. Ve své dosavadní kariéře na okruhu WTA Tour vyhrála jeden singlový a tři deblové turnaj. K nim přidala dvě deblové trofeje ze série WTA 125K. V rámci okruhu ITF získala jedenáct titulů ve dvouhře a jeden ve čtyřhře.
Na žebříčku WTA byla ve dvouhře nejvýše klasifikována v dubnu 2017 na 60. místě a ve čtyřhře pak v únoru 2020 na 16. místě. Trénuje ji Tung Jüe-sen.
Ve finále grandslamové čtyřhry French Open 2019 podlehla s krajankou Čeng Saj-saj maďarsko-francouzskému páru Tímea Babosová a Kristina Mladenovicová. Na malém Turnaji mistryň, WTA Elite Trophy 2017 v Ču-chaji, získala deblovou trofej s krajankou Chan Sin-jün. Z finále deblu WTA Elite Trophy 2019 pak odešla poražena po boku Jang Čao-süan, když nestačily na ukrajinsko-slovinskou dvojici Ljudmyla Kičenoková a Andreja Klepačová.
V čínském fedcupovém týmu debutovala v roce 2017 základním blokem 1. skupiny zóny Asie a Oceánie proti Japonsku, v němž prohrála čtyřhru v páru s Jang Čao-süan. Japonky zvítězily 3:0 na zápasy. Do roku 2020 v soutěži nastoupila k jedinému mezistátnímu utkání s bilancí 0–0 ve dvouhře a 0–1 ve čtyřhře.

## Tenisová kariéra
První ženský turnaj na okruhu ITF odehrála v roce 2006 v čínském Čchang-ša. Premiérovou událostí na okruhu WTA Tour se stala kvalifikace pekingského China Open 2010. Do hlavní soutěže poprvé nastoupila o dva roky později, když do zářijového Guangzhou International Women's Open 2012, probíhajícího v Kantonu, obdržela divokou kartu od pořadatelů. Na úvod si poradila s thajskou kvalifikantkou Luksikou Kumkhumovou, aby poté podlehla třetí nasazené Rumunce Soraně Cîrsteaové.
Na nejvyšší grandslamové úrovni debutovala kvalifikací US Open 2012, v níž ji ve druhém kole vyřadila Kirsten Flipkensová. Hlavní soutěž si poprvé zahrála na US Open 2013, kde skončila v otevíracím duelu na raketě šesté nasazené Caroline Wozniacké.
Zápas v hlavní soutěži Grand Slamu premiérově vyhrála, po čtyřech předchozích porážkách, ve Wimbledonu 2015, kde na třetím dvorci překvapivě vyřadila obhájkyni finálové účasti a dvanáctou nasazenou Eugenii Bouchardovou. Do dvouhry postoupila jako 117. hráčka žebříčku z kvalifikace. Jednalo se o její první vítězství nad hráčkou elitní světové dvacítky.
Na Asijských hrách 2014 v jihokorejském Inčchonu byla členkou čínského týmu, jenž vybojoval stříbrnou medaili ze soutěže tenisových družstev.
První grandslamové finále si zahrála v ženském deblu French Open 2019, kde startovala s krajankou Čeng Saj-saj. V boji o titul podlehly druhému nasazenému, maďarsko-francouzskému páru Tímea Babosová a Kristina Mladenovicová. Ve čtyřhře Wuhan Open 2019 vytvořila osmý nasazený pár s Ruskou Veronikou Kuděrmetovou. Ve finále přehrály belgicko-běloruské turnajové dvojky Elise Mertensovou s Arynou Sabalenkovou po dvousetovém průběhu, což pro ni znamenalo třetí kariérní trofej.

## Finále na Grand Slamu

### Ženská čtyřhra: 1 (0–1)
| Stav       | rok  | turnaj      | povrch | spoluhráčka  | soupeřky ve finále                    | výsledek |
| ---------- | ---- | ----------- | ------ | ------------ | ------------------------------------- | -------- |
| Finalistka | 2019 | French Open | antuka | Čeng Saj-saj | Tímea Babosová Kristina Mladenovicová | 2–6, 3–6 |

## Finále na okruhu WTA Tour
| Legenda                               |
| ------------------------------------- |
| D – dvouhra; Č – čtyřhra              |
| Grand Slam (0–1 Č)                    |
| Turnaj mistryň (0)                    |
| WTA Elite Trophy (1–1 Č)              |
| Premier Mandatory & Premier 5 (1–0 Č) |
| Premier (0)                           |
| International (1–0 D; 1–3 Č)          |

### Dvouhra: 1 (1–0)
| Stav    | č. | datum         | turnaj          | povrch | soupeřka ve finále | výsledek      |
| ------- | -- | ------------- | --------------- | ------ | ------------------ | ------------- |
| Vítězka | 1. | 7. srpna 2016 | Nan-čchang, ČLR | tvrdý  | Vania Kingová      | 1–6, 6–4, 6–2 |

### Čtyřhra: 7 (3–4)
| Stav       | č. | datum             | turnaj                      | povrch    | spoluhráčka            | soupeřky ve finále                    | výsledek           |
| ---------- | -- | ----------------- | --------------------------- | --------- | ---------------------- | ------------------------------------- | ------------------ |
| Vítězka    | 1. | 5. listopadu 2017 | Ču-chaj, Čína               | tvrdý (h) | Chan Sin-jün           | Lu Ťing-ťing Čang Šuaj                | 6–2, 6–1           |
| Vítězka    | 2. | 4. února 2018     | Tchaj-pej, Tchaj-wan        | tvrdý (h) | Wang Ja-fan            | Nao Hibinová Oxana Kalašnikovová      | 7–6(7–4), 7–6(7–5) |
| Finalistka | 1. | 5. ledna 2019     | Šen-čen, Čína               | tvrdý     | Renata Voráčová        | Pcheng Šuaj Jang Čao-süan             | 4–6, 3–6           |
| Finalistka | 2. | 25. května 2019   | Štrasburk, Francie          | antuka    | Chan Sin-jün           | Darja Gavrilovová Ellen Perezová      | 4–6, 3–6           |
| Finalistka | 3. | 9. června 2019    | French Open, Paříž, Francie | antuka    | Čeng Saj-saj           | Tímea Babosová Kristina Mladenovicová | 2–6, 3–6           |
| Vítězka    | 3. | 28. září 2019     | Wu-chan, Čína               | tvrdý     | Veronika Kuděrmetovová | Elise Mertensová Aryna Sabalenková    | 7–6(7–3), 6–2      |
| Finalistka | 4. | 27. října 2019    | Ču-chaj, Čína               | tvrdý (h) | Jang Čao-süan          | Ljudmyla Kičenoková Andreja Klepačová | 3–6, 3–6           |
| Finalistka | 5. | 11. ledna 2020    | Šen-čen, Čína               | tvrdý     | Čeng Saj-saj           | Barbora Krejčíková Kateřina Siniaková | 2–6, 6–3, [4–10]   |

## Finále série WTA 125
| Legenda                  |
| ------------------------ |
| D – dvouhra; Č – čtyřhra |
| WTA 125 (0–1 D)          |

### Dvouhra: 1 (0–1)
| Stav       | č. | datum        | turnaj       | povrch | soupeřka ve finále    | výsledek |
| ---------- | -- | ------------ | ------------ | ------ | --------------------- | -------- |
| Finalistka | 1. | 6. září 2014 | Su-čou, Čína | tvrdý  | Anna-Lena Friedsamová | 1–6, 3–6 |

### Čtyřhra: 3 (2–1)
| Stav       | č.  | datum              | turnaj           | povrch    | spoluhráčka  | soupeřky ve finále                     | výsledek       |
| ---------- | --- | ------------------ | ---------------- | --------- | ------------ | -------------------------------------- | -------------- |
| Vítězka    | 2.  | 12. listopadu 2017 | Hua Hin, Thajsko | tvrdý (h) | Wang Ja-fan  | Dalila Jakupovićová Irina Chromačovová | 6–3, 6–3       |
| Vítězka    | 3.  | 22. dubna 2018     | Čeng-čou, ČLR    | tvrdý     | Wang Ja-fan  | Naomi Broadyová Yanina Wickmayerová    | 7–6 (7–5), 6–3 |
| Finalistka | 41. | 28. dubna 2019     | An-ning, Čína    | antuka    | Chan Sin-jün | Pcheng Šuaj Jang Čao-süan              | 5–7, 2–6       |

## Finále na okruhu ITF
| 100 000 $ tournaments |
| 75 000 $ tournaments  |
| 50 000 $ tournaments  |
| 25 000 $ tournaments  |
| 15 000 $ tournaments  |
| 10 000 $ tournaments  |

### Dvouhra: 17 (11–6)
| Stav       | č.  | datum             | turnaj                    | povrch | soupeřka ve finále  | výsledek                |
| ---------- | --- | ----------------- | ------------------------- | ------ | ------------------- | ----------------------- |
| Vítězka    | 1.  | 9. února 2009     | Ťiang-men, ČLR            | tvrdý  | Jen-ce Sie          | 6–2, 6–4                |
| Vítězka    | 2.  | 25. května 2009   | Nové Dillí, Indie         | tvrdý  | Keren Šlomová       | 6–3, 6–4                |
| Finalistka | 3.  | 29. června 2009   | Sia-men, ČLR              | tvrdý  | Čang Šuaj           | 2–6, 1–6                |
| Vítězka    | 4.  | 29. března 2010   | Nanking, ČLR              | tvrdý  | Liou Wan-tching     | 6–4, 7–6(8–6)           |
| Vítězka    | 5.  | 28. června 2010   | Che-fej, ČLR              | tvrdý  | Čeng Saj-saj        | 6–3, 6–4                |
| Finalistka | 6.  | 23. srpna 2010    | Saitama, Japonsko         | tvrdý  | Su Wen-šin          | 1–6, 6–1, 3–6           |
| Finalistka | 7.  | 22. srpna 2011    | Saitama, Japonsko         | tvrdý  | Ajumi Oková         | 3–6, 4–6                |
| Vítězka    | 8.  | 27. února 2012    | Wellington, Nový Zéland   | tvrdý  | Sandra Zaniewská    | 6–1, 6–4                |
| Vítězka    | 9.  | 21. května 2012   | Čangwon, Jižní Korea      | tvrdý  | Čang Ling           | 6–4, 6–3                |
| Vítězka    | 10. | 28. května 2012   | Kimčchon, Jižní Korea     | tvrdý  | Chanel Simmondsová  | 6–2, 6–1                |
| Vítězka    | 11. | 18. června 2012   | Kojang, Jižní Korea       | tvrdý  | Čang Ling           | 6–3, 6–3                |
| Finalistka | 12. | 16. července 2012 | Evansville, Spojené státy | tvrdý  | Mallory Burdetteová | 1–6, 2–6                |
| Finalistka | 13. | 8. října 2012     | Su-čou, ČLR               | tvrdý  | Sie Šu-wej          | 2–6, 2–6                |
| Vítězka    | 14. | 26. května 2013   | Kojang, Jižní Korea       | tvrdý  | Liou Fang-čou       | 6–3, 6–4                |
| Vítězka    | 15. | 23. června 2014   | Si-an, ČLR                | tvrdý  | Ču Lin              | 4–6, 7–6(11–9), 6–4     |
| Finalistka | 16. | 25. října 2015    | Su-čou, ČLR               | tvrdý  | Čang Kchaj-lin      | 6–1, 3–6, 4–6           |
| Vítězka    | 17. | 19. června 2015   | Tchien-ťin, ČLR           | tvrdý  | Wang Čchiang        | 4-6, 7-6(7–2), 3-0skreč |

### Čtyřhra: 3 (1–2)
| Stav       | č. | datum             | turnaj                    | povrch | spoluhráčka  | soupeřky ve finále                     | výsledek         |
| ---------- | -- | ----------------- | ------------------------- | ------ | ------------ | -------------------------------------- | ---------------- |
| Finalistka | 1. | 19. května 2008   | Khon Kaen, Thajsko        | tvrdý  | Čchen Chuej  | Kim Sun-Jung Lee Cho-Won               | 4–6, 6–4, [4–10] |
| Finalistka | 2. | 13. února 2012    | Sydney, Austrálie         | tvrdý  | Chan Sin-jün | Arina Rodionovová Melanie Southová     | 6–3, 3–6, [8–10] |
| Vítězka    | 3. | 16. července 2012 | Evansville, Spojené státy | tvrdý  | Sü I-fan     | Mallory Burdetteová Natalie Pluskotová | 6–2, 6–3         |